# Pseudoturbanella
Pseudoturbanella is een geslacht van buikharigen uit de familie van de Turbanellidae. De wetenschappelijke naam van het geslacht soort werd voor het eerst geldig gepubliceerd in 1968 door d'Hondt.

## Soorten
- Pseudoturbanella stylifera d'Hondt, 1968